# ГАЗ-66

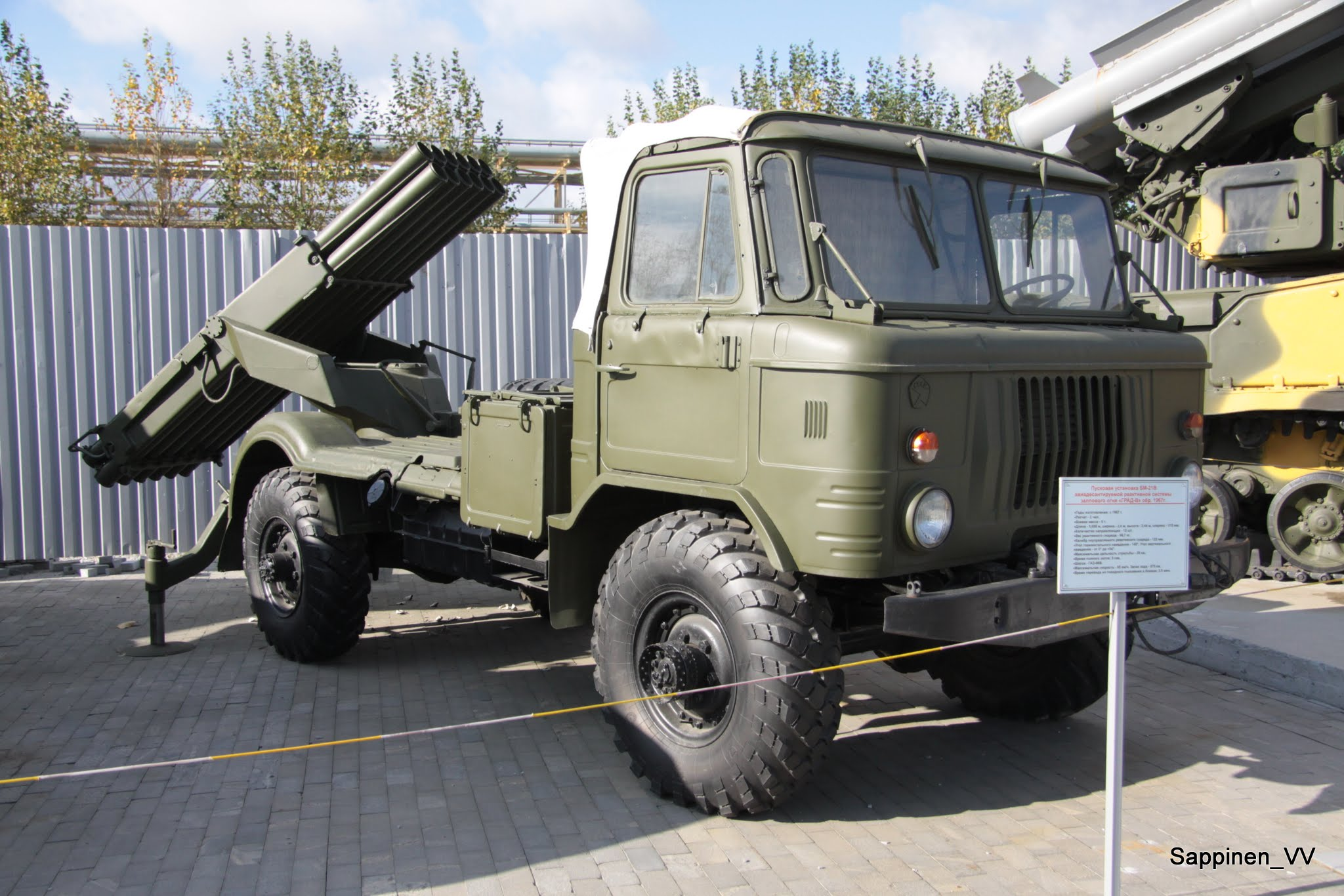
Реактивная система залпового огня БМ-21В, кабина с брезентовым тентом, съёмными боковинами дверей, ветровое стекло откидывается (десантный вариант). На ступицах передних колёс — подножка, для самовытаскивания автомобиля применяется лебедка в переднем бампере

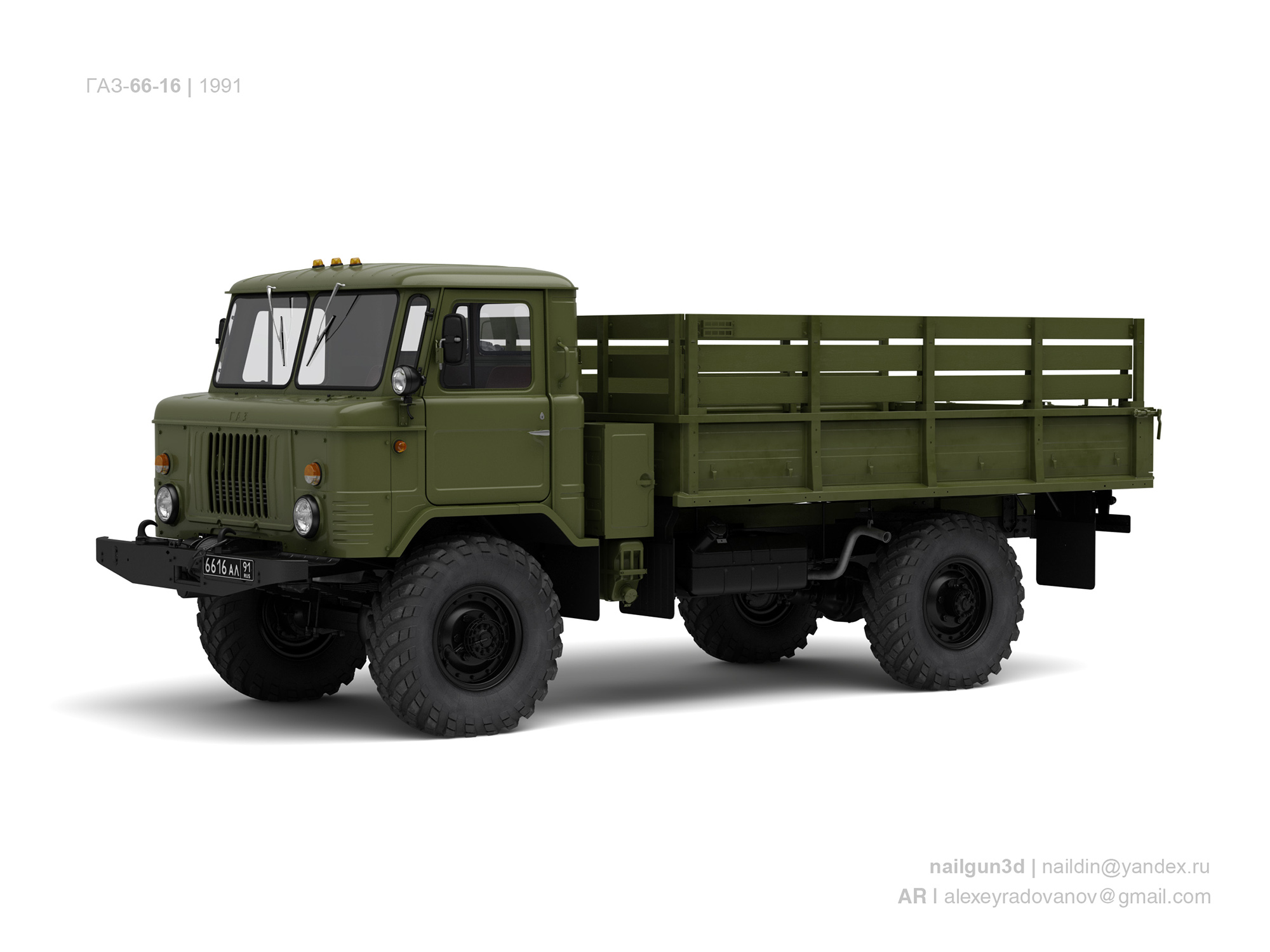
ГАЗ-66-16 Трёхмерное изображение. 3dsmax, v-ray

ГАЗ-66 («Шишига», армейское прозвище от сокращения «шестьдесят шесть») — советский и российский среднетоннажный грузовой автомобиль повышенной проходимости с колёсной формулой 4 × 4, грузоподъёмностью 2,0 тонны и кабиной над двигателем.
ГАЗ-66 представляет собой третье (после ГАЗ-ААА и ГАЗ-63) поколение грузовиков ГАЗ повышенной проходимости. Использовался и в народном хозяйстве СССР/России. Разработан и выпускался на Горьковском автомобильном заводе с 1964 по 1999 год, имеет большое количество модификаций и специальных машин, выполненных на их базе. В народе получил прозвания «Шишига» и «Шишка» по созвучию с номером 66. Всего был выпущен 965 941 экземпляр. Главный конструктор — А. Д. Просвирнин, ведущий конструктор — Р. Г. Заворотный.
Авторы дизайн-проекта Л. М. Еремеев, Б. Б. Лебедев.

## История
Первые опытные образцы ГАЗ-66 были созданы в 1957 году, но из-за отсутствия серийного двигателя необходимой мощности производство ГАЗ-66 было развёрнуто только с июля 1964 года. В период 1958—1962 г. в малых количествах производился 1,2-тонный грузовик ГАЗ-62, с кабиной заимствованной от ГАЗ-69. В июле 1967 года на всех автомобилях изменилась облицовка передка кабины (без горизонтальных прорезей). В 1968 году все грузовики получили централизованную систему регулирования давления в шинах (ГАЗ-66-01 и модификации), ранее с указанной системой производились не все автомобили (ГАЗ-66, ГАЗ-66Э, ГАЗ-66-03). В 1966 году автомобиль был удостоен Золотой медали на выставке «Современная сельскохозяйственная техника» в Москве, в 1967 году — Золотой медали на международной ярмарке сельскохозяйственной техники в Лейпциге. В апреле 1969 года ГАЗ-66 первым из советских автомобилей получил государственный Знак качества. ГАЗ-66 экспортировался во все страны социалистического лагеря.
ГАЗ-66 был принят на вооружение в ВС СССР, использовался в народном хозяйстве, после распада СССР большое количество ГАЗ-66 стали использовать в ВС России, в основном в ВДВ и Пограничных войсках.
В 1995 году массовое производство ГАЗ-66-11 с модификациями было прекращено. Взамен Горьковский автозавод освоил выпуск модели ГАЗ-3308 «Садко», унифицированной с ГАЗ-3307. Последний экземпляр ГАЗ-66-11 сошёл с конвейера 1 июля 1999 года.

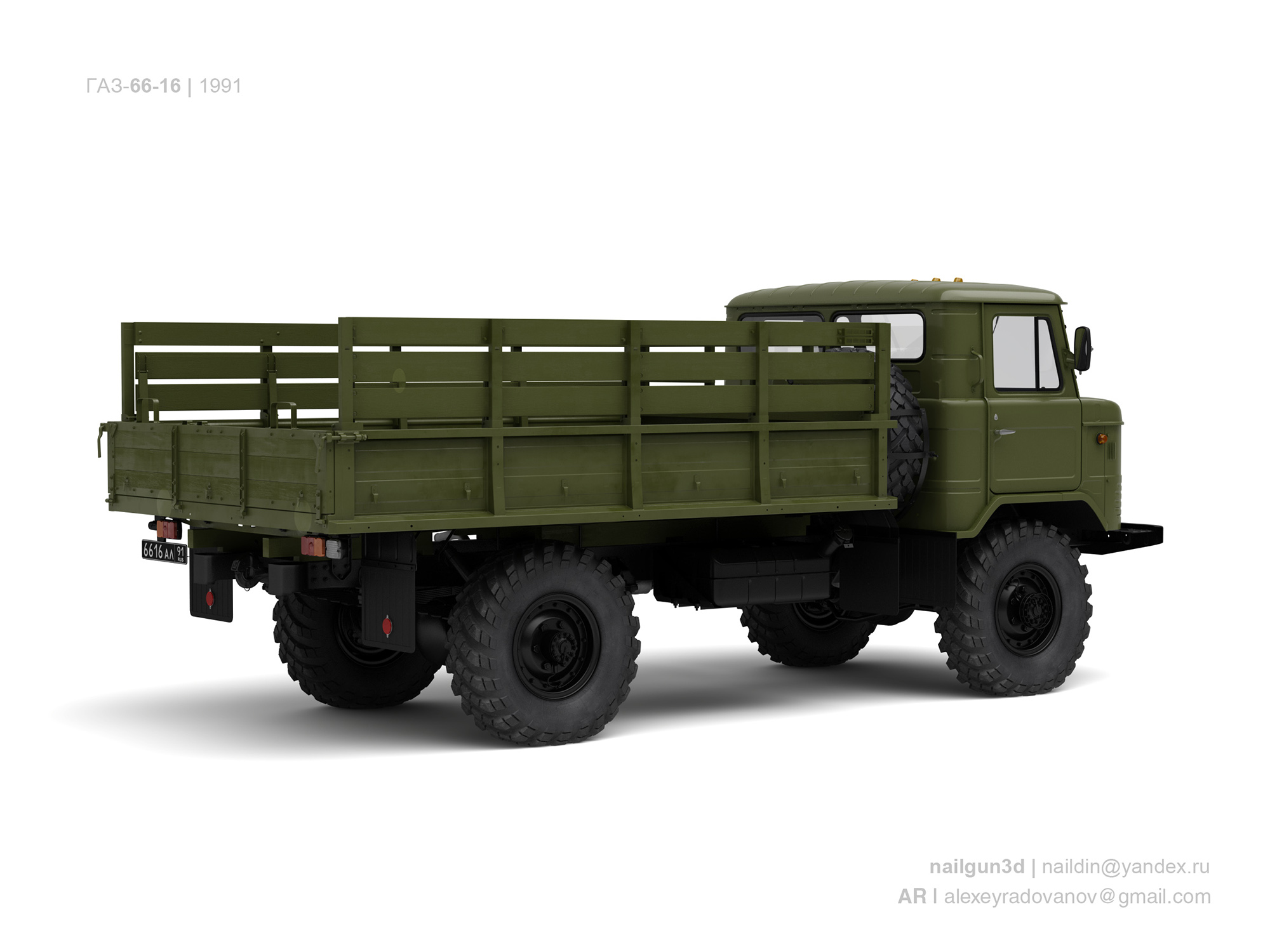
ГАЗ-66-16 Трёхмерное изображение. 3dsmax, v-ray

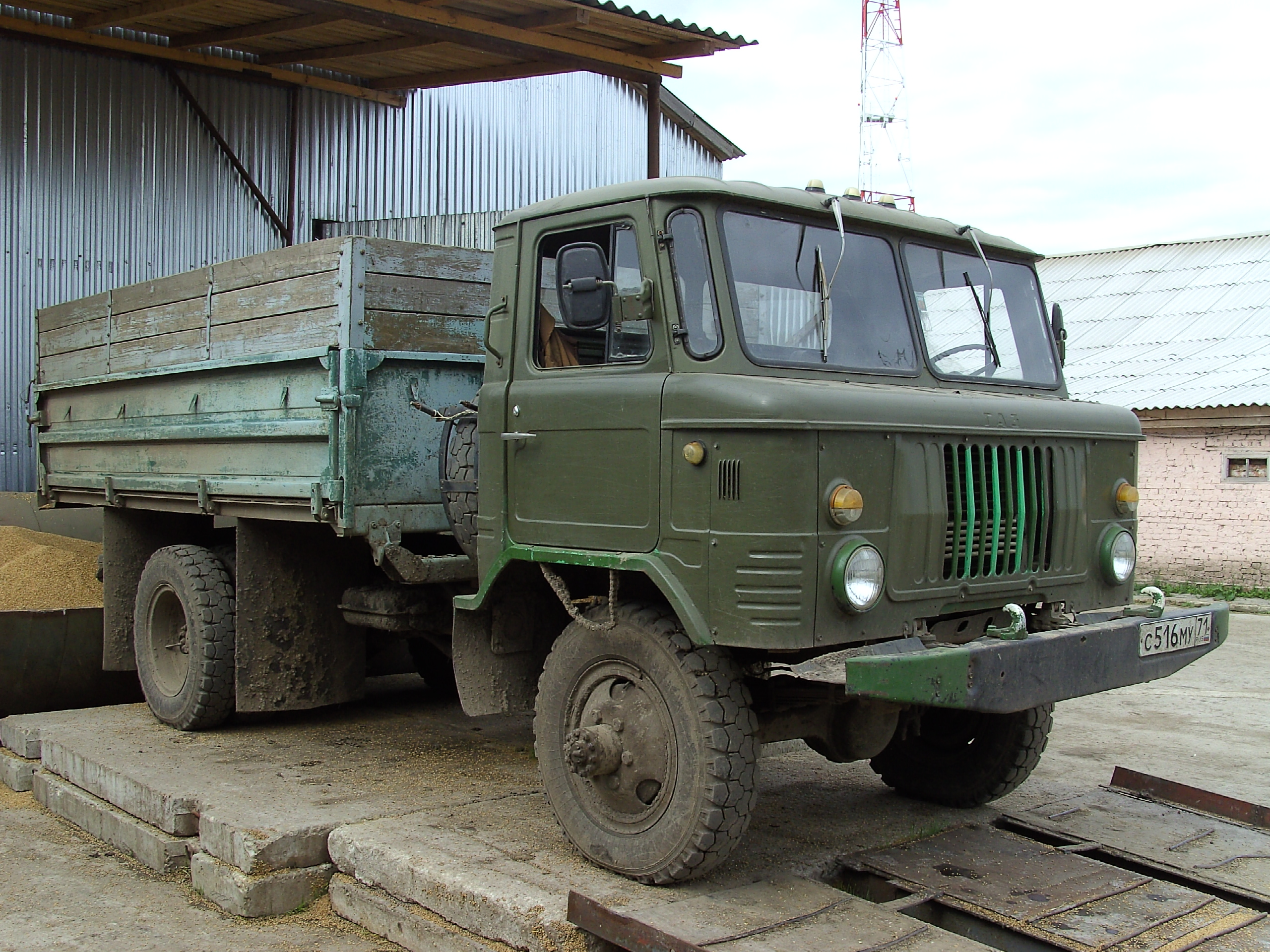
ГАЗ-САЗ-3511 — самосвал для сельского хозяйства

## Описание

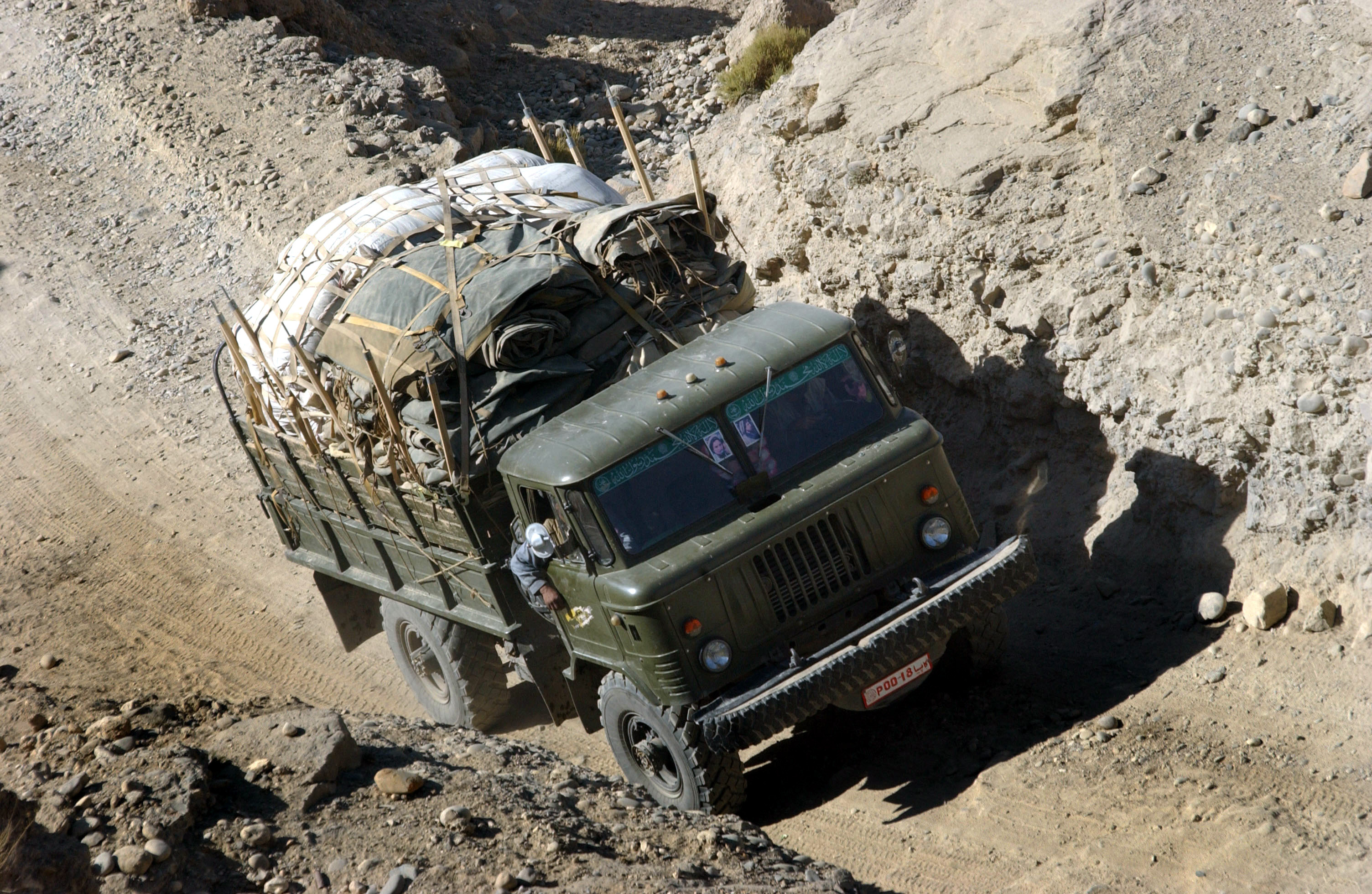
Своей высокой проходимостью автомобиль обязан дифференциалам повышенного трения кулачкового типа переднего и заднего мостов и шинам с регулируемым давлением

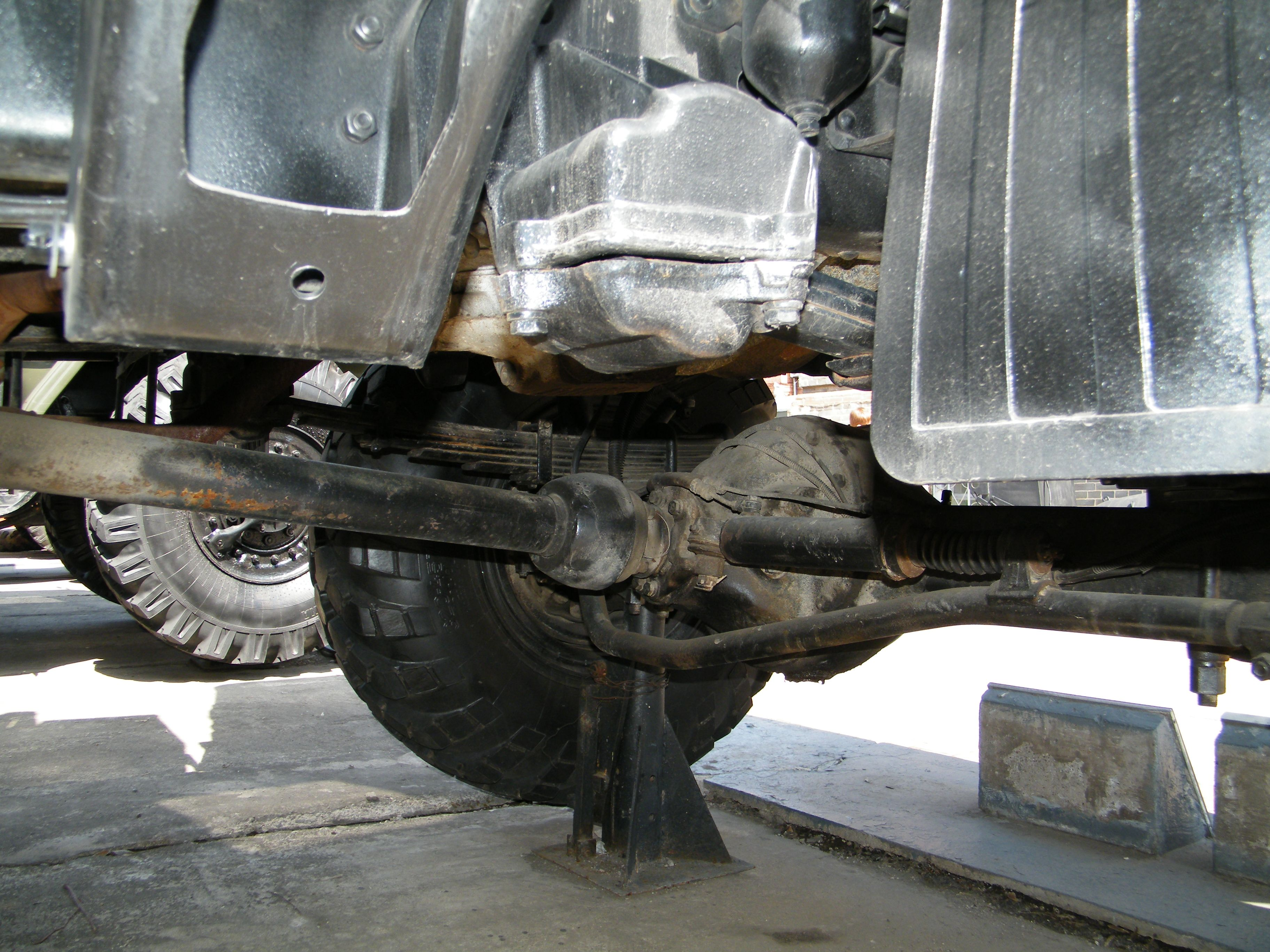
Передний ведущий мост, виден гидравлический цилиндр усилителя рулевого управления. Концы рессор закреплены между резиновыми «подушками»

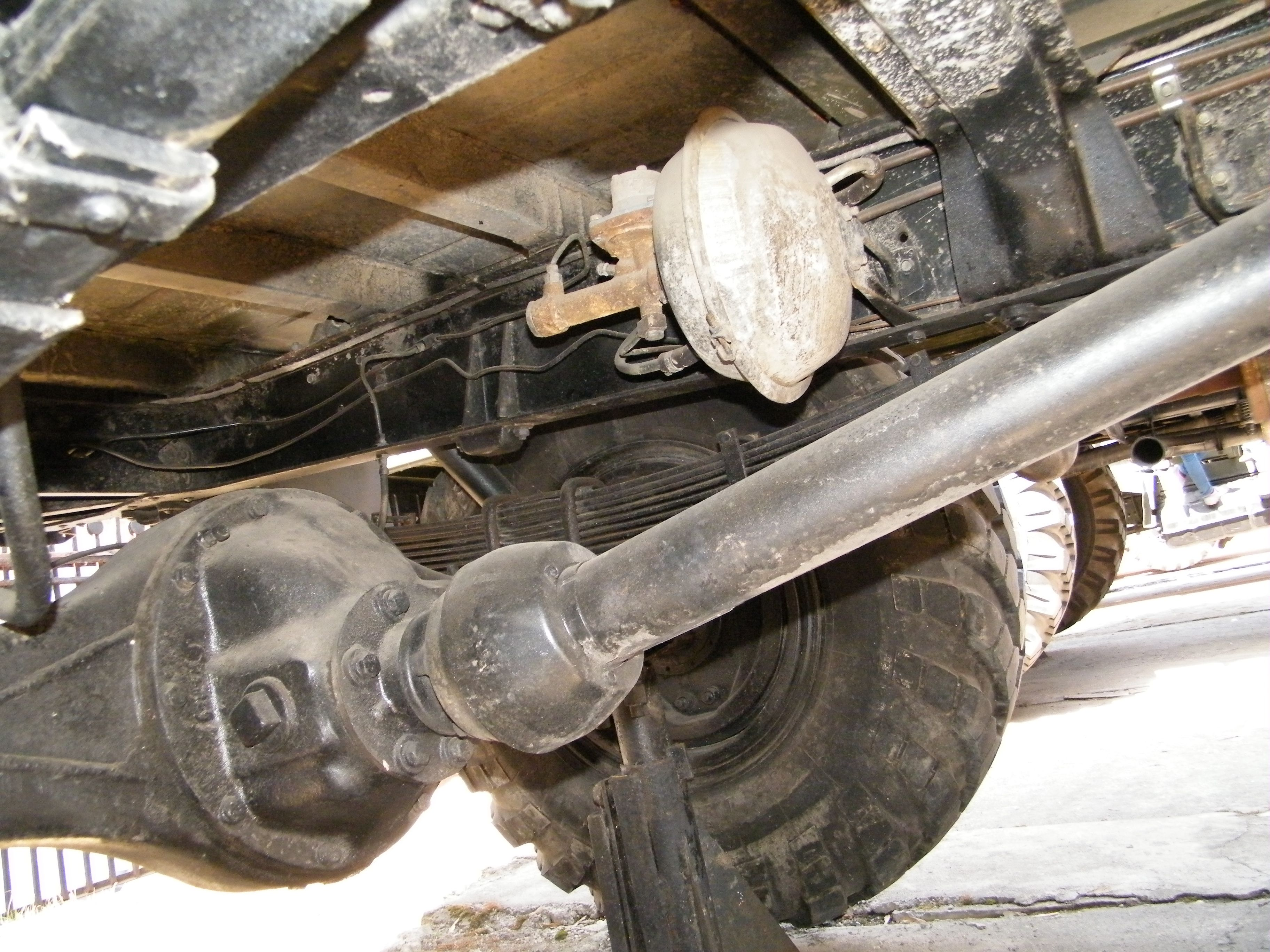
Задний ведущий мост, крестовины карданного вала защищены металлическими чехлами. Виден вакуумный усилитель гидравлического привода тормозов

ГАЗ-66 представляет собой грузовой автомобиль повышенной проходимости грузоподъёмностью 2 тонны, предназначенный для движения в сложных дорожных условиях и по бездорожью. Высокая проходимость обусловлена использованием кулачковых дифференциалов переднего и заднего мостов, короткой колёсной базой, относительно небольшим весом и его равномерным распределением по осям, больши́м дорожным просветом, а также регулируемым давлением в шинах (колёсные диски имеют особую конструкцию), для подкачки шин установлен компрессор с приводом от двигателя. На бездорожье можно стравить часть воздуха с колёс, и, благодаря увеличившейся площади опоры полуспущенных шин, снижается давление всего автомобиля на землю (но сильно возрастает износ шин). Двигатель автомобиля снабжён предпусковым подогревателем ПЖБ-12. Рабочая тормозная система — гидравлическая раздельная с вакуумным усилителем, стояночная — барабанный трансмиссионный тормоз. Гидравлический усилитель рулевого управления.
Для осмотра двигателя кабина откидывается на шарнирах вперёд, между сиденьем водителя и сиденьем пассажира расположен несъёмный кожух, прикрывающий двигатель, из-за этого изогнутый рычаг коробки переключения передач расположен справа-сзади от водителя, что вызывает некоторые неудобства при переключении передач.
Для отдыха водителя ГАЗ-66 комплектовался съёмной подвесной брезентовой койкой, по существу гамаком, который подвешивался на четырёх крючках в кабине.
Передняя и задняя подвеска — на продольных полуэллиптических рессорах с гидравлическими телескопическими амортизаторами двухстороннего действия, ГАЗ-66 отличался плавностью хода. Из-за одинарных рессор на заднем мосту и самоблокирующихся дифференциалов в главных передачах автомобиль нельзя было перегружать.

## Модификации

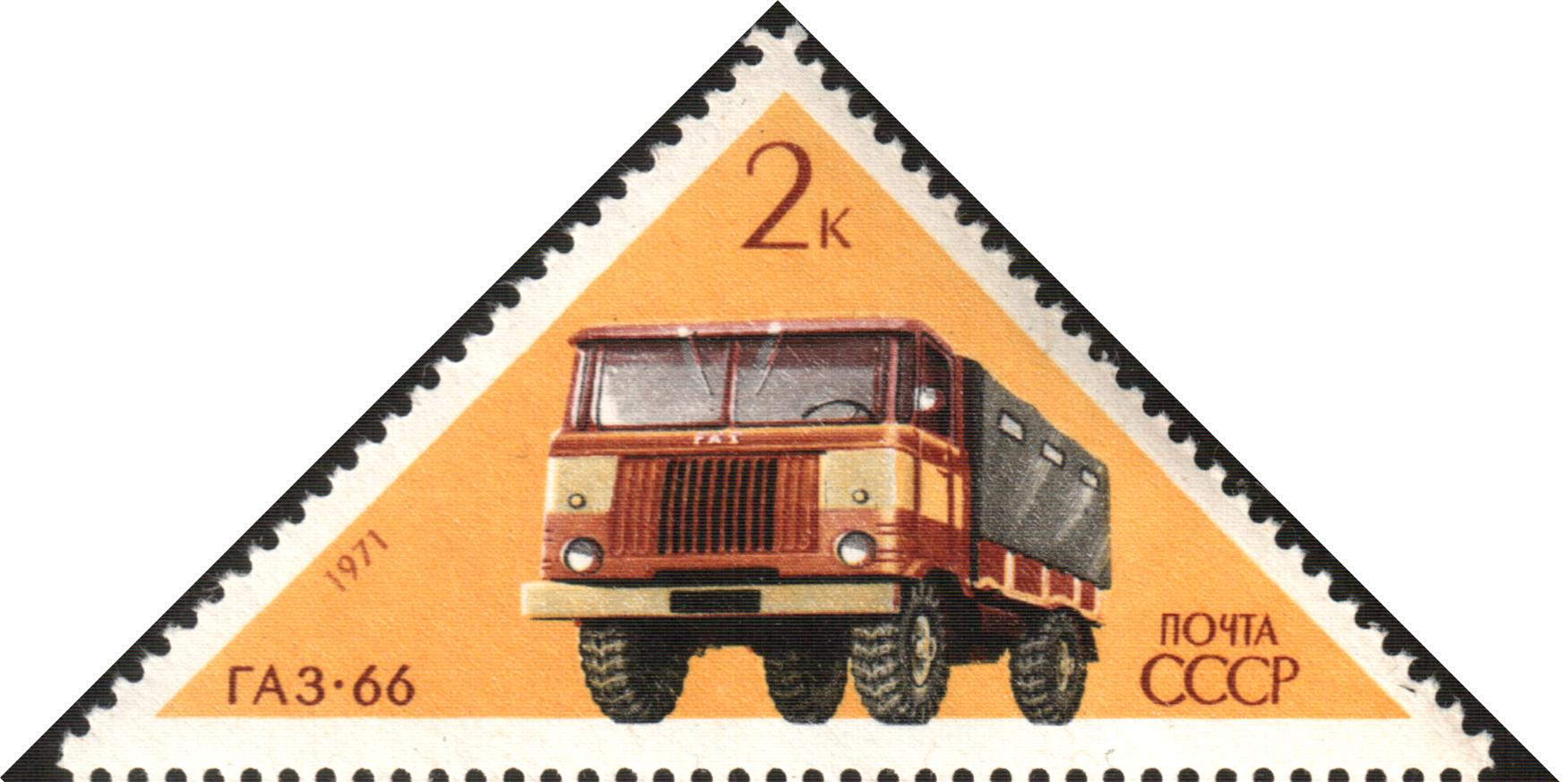
ГАЗ-66 на советской почтовой марке

- ГАЗ-66 (ноябрь 1963, июль 1964-июнь 1966) — грузовик с бортовой платформой или шасси с кабиной, базовая модель, без централизованной системы регулирования давления воздуха в шинах, первый опытный образец автомобиля с V-образным 8-цилиндровым двигателем серии ГАЗ-66 (ЗМЗ-66) изготовлен в 1959 г. До 1961 г. опытные образцы ГАЗ-66 имели кабину со складной крышей и откидной рамкой ветрового стекла
- ГАЗ-66А (июль 1964—июнь 1966) — ГАЗ-66 с лебедкой и без централизованной системы регулирования давления воздуха в шинах. До 1961 г. опытные образцы ГАЗ-66А имели кабину со складной крышей и откидной рамкой ветрового стекла
- ГАЗ-34 (1964, 1965, 1967) — опытные образцы с колёсной формулой 6 × 6, с централизованной системой регулирования давления воздуха в шинах, с лебёдкой (первый опытный образец был без централизованной системы регулирования давления воздуха в шинах и без лебёдки). Всего изготовлено семь опытных образцов
- ГАЗ-66Б (с 1966 по 1985) — авиадесантный вариант ГАЗ-66 с телескопической рулевой колонкой, складной крышей и откидной рамкой ветрового стекла, на ГАЗ в 1965 г. Изготовлены только опытные образцы (в дальнейшем серийную доработку кабин осуществлял «Опытный завод № 38 Минобороны СССР» в г. Бронницы Московской обл., для доработки использовались автомобили ГАЗ-66АЭ, ГАЗ-66-04 и ГАЗ-66-05)
- ГАЗ-66Д (1961) — шасси с кабиной с коробкой отбора мощности под установку бурильных установок и сельскохозяйственных самосвалов, без централизованной системы регулирования давления воздуха в шинах. Изготовлен один опытный образец
- ГАЗ-66К (1961) — седельный тягач для работы с полуприцепом, без централизованной системы регулирования давления воздуха в шинах. Изготовлен один опытный образец
- ГАЗ-66П (1961) — седельный тягач, без централизованной системы регулирования давления воздуха в шинах. Изготовлен один опытный образец
- ГАЗ-66Ф (ноябрь 1963, июль 1964—1965) — шасси ГАЗ-66 с кабиной под специальные армейские кузова, с экранированным электрооборудованием. Экранирование электрооборудования необходимо для сохранения его работоспособности при воздействии электромагнитного импульса, возникающего при ядерном взрыве, без централизованной системы регулирования давления воздуха в шинах, с лебедкой[источник не указан 1284 дня]
- ГАЗ-66Т (1Т12) — машина-топопривязчик ракетного комплекса
- ГАЗ-66Т-2 (1Т12-2) — машина-топопривязчик ракетного комплекса
- ГАЗ-66Т-2М (1Т12-2М) — машина-топопривязчик ракетного комплекса 9К59 «Прима»
- ГАЗ-66Э (ноябрь 1963, июль 1964—июнь 1966) — ГАЗ-66 с экранированным электрооборудованием, без централизованной системы регулирования давления воздуха в шинах
- ГАЗ-66АЭ (июль 1964—июнь 1966) — ГАЗ-66 с экранированным электрооборудованием, с централизованной системой регулирования давления воздуха в шинах и лебедкой
- ГАЗ-66-01 (июнь 1966—декабрь 1984) — грузовик с бортовой платформой или шасси с кабиной, доработанная базовая модель с централизованной системой регулирования давления воздуха в шинах
- ГАЗ-66-02 (июнь 1966—декабрь 1984) — ГАЗ-66-01 с централизованной системой регулирования давления воздуха в шинах и лебедкой
- ГАЗ-66-03 (июнь 1966—1968) — это ГАЗ-66-01 с экранированным электрооборудованием, без централизованной системы регулирования давления воздуха в шинах
- ГАЗ-66-04 (июнь 1966—декабрь 1984) — это ГАЗ-66-01 с экранированным электрооборудованием, с централизованной системой регулирования давления воздуха в шинах
- ГАЗ-66-05 (июнь 1966—декабрь 1984) — это ГАЗ-66-01 с экранированным электрооборудованием, с централизованной системой регулирования давления воздуха в шинах и лебёдкой
- ГАЗ-66-11 (1985—1996, 1998—1999) — грузовик с бортовой платформой или шасси с кабиной, модернизированная базовая модель с централизованной системой регулирования давления воздуха в шинах и современной светотехникой в соответствии с требованиями международных стандартов, производился в виде грузовика с бортовой платформой и в виде шасси с кабиной
- ГАЗ-66-12 (1985—1996, 1998—1999) — с централизованной системой регулирования давления воздуха в шинах, с лебёдкой, производился в виде грузовика с бортовой платформой и в виде шасси с кабиной
- ГАЗ-66-14 (1985—1996, 1998—1999) — с централизованной системой регулирования давления воздуха в шинах, с экранированным электрооборудованием, производился в виде грузовика с бортовой платформой и в виде шасси с кабиной
- ГАЗ-66-15 (1985—1996, 1998—1999) — с централизованной системой регулирования давления воздуха в шинах, с экранированным электрооборудованием, с лебедкой, производился в виде грузовика с бортовой платформой и в виде шасси с кабиной
- ГАЗ-66-16 (1991—1993) — грузовик с бортовой платформой или шасси с кабиной, модернизированный вариант с двигателем ЗМЗ-513.10, усиленными шинами (колеса — односкатные), доработанными тормозами, платформой без надколесных ниш (с 1993 г. устанавливалась также на ГАЗ-66-11, ГАЗ-66-40 и ГАЗ-66-41); грузоподъемность 2,3 т, с централизованной системой регулирования давления воздуха в шинах. Серийно не выпускался
- ГАЗ-66-21 (1992—1994) — грузовик с бортовой платформой или шасси с кабиной, народнохозяйственная модификация с двойными шинами заднего моста и деревянной платформой типа ГАЗ-53, грузоподъёмность 3,5 т.
- ГАЗ-66-22 (1992—1994) — грузовик с бортовой платформой или шасси с кабиной, народнохозяйственная модификация с двойными шинами заднего моста и деревянной платформой типа ГАЗ-53, грузоподъёмность 3,5 т, с лебедкой. Серийно не выпускался
- ГАЗ-66-31 (1992—1994) — шасси с кабиной с двойными шинами заднего моста для установки самосвальных кузовов, оснащен коробкой отбора мощности
- ГАЗ-66-40 (1995—1998) — грузовик с бортовой платформой или шасси с кабиной; с турбодизелем ГАЗ-5441 (мощность 116 л. с.), грузоподъёмность 2,3 т, с централизованной системой регулирования давления воздуха в шинах, выпускался с лебедкой (комплектация ГАЗ-66-40-0000210) и без лебедки (комплектация ГАЗ-66-40-0000110)
- ГАЗ-66-41 (1993—1995) — грузовик с бортовой платформой или шасси с кабиной; с безнаддувным дизелем ГАЗ-544.10 (мощность 85 л. с.), с централизованной системой регулирования давления воздуха в шинах, выпускался с лебедкой (комплектация ГАЗ-66-41-0000112) и без лебедки (комплектация ГАЗ-66-41-0000110). Серийно не выпускался.
- ГАЗ-66-92 (1991) — северный, оснащен дополнительным отопителем, кабиной с двойными стёклами, аккумулятором увеличенной ёмкости, дополнительными противотуманными фарами, лебедкой. Изготовлена опытно-промышленная партия на базе ГАЗ-66-16, в 1985—1966 гг. изготовлены опытные образцы на базе ГАЗ-66-11)
- ГАЗ-66-96 (1985—1996) — шасси с кабиной на базе ГАЗ-66-11 для вахтовых автобусов
- ГАЗ-66МБ (2023) — капотная схема, дизельный двигатель ЯМЗ-534. Впервые представлен на форуме «Армия 2023»

Экспортные

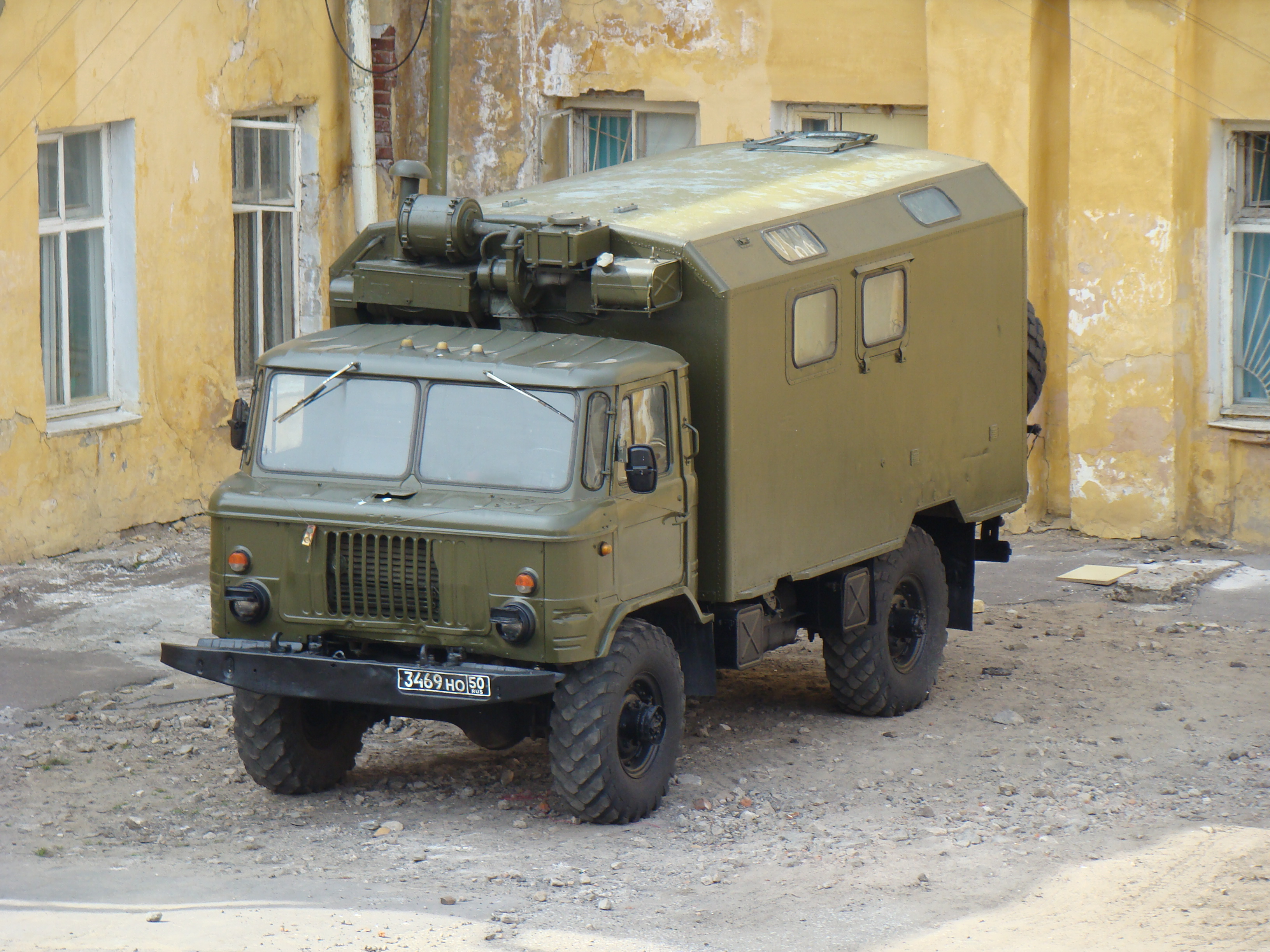
ГАЗ-66, установлен кузов К66 с фильтровентиляционной установкой

- ГАЗ-66-50 (1966—1968) — это ГАЗ-66А для стран с тропическим климатом
- ГАЗ-66-51 (1967—1984) — это ГАЗ-66-01 для стран с тропическим климатом
- ГАЗ-66-52 (1967—1984) — это ГАЗ-66-02 для стран с тропическим климатом
- ГАЗ-66-53 (1967—1968) — это ГАЗ-66-03 для стран с тропическим климатом
- ГАЗ-66-54 (1967—1984) — это ГАЗ-66-04 для стран с тропическим климатом
- ГАЗ-66-55 (1967—1984) — это ГАЗ-66-05 для стран с тропическим климатом
- ГАЗ-66-61 (1985—1991) — это ГАЗ-66-11 для стран с тропическим климатом
- ГАЗ-66-62 (1985—1991) — это ГАЗ-66-12 для стран с тропическим климатом
- ГАЗ-66-64 (1985—1991) — это ГАЗ-66-14 для стран с тропическим климатом
- ГАЗ-66-65 (1985—1991) — это ГАЗ-66-15 для стран с тропическим климатом
- ГАЗ-66-70 (1966—1968) — это ГАЗ-66А для стран с умеренным климатом
- ГАЗ-66-71 (1967—1984) — это ГАЗ-66-01 для стран с умеренным климатом
- ГАЗ-66-72 (1967—1984) — это ГАЗ-66-02 для стран с умеренным климатом
- ГАЗ-66-73 (1967—1968) — это ГАЗ-66-03 для стран с умеренным климатом
- ГАЗ-66-74 (1967—1984) — это ГАЗ-66-04 для стран с умеренным климатом
- ГАЗ-66-75 (1967—1984) — это ГАЗ-66-05 для стран с умеренным климатом
- ГАЗ-66-81 (1985—1991) — это ГАЗ-66-11 для стран с умеренным климатом
- ГАЗ-66-82 (1985—1991) — это ГАЗ-66-12 для стран с умеренным климатом
- ГАЗ-66-84 (1985—1991) — это ГАЗ-66-14 для стран с умеренным климатом
- ГАЗ-66-85 (1985—1991) — это ГАЗ-66-15 для стран с умеренным климатом

В 2020 году для вооружённых сил Узбекистана началось изготовление модернизированных ГАЗ-66 (с двигателем и коробкой передач от грузовика ISUZU).
В декабре 2023 года стало известно, что на центральной ремонтной базе вооружений и военной техники минобороны Киргизии в городе Балыкчи разработан бронированный автомобиль на шасси ГАЗ-66, в дальнейшем получивший наименование "ГАЗ-66БМ". В декабре 2024 года первый такой бронеавтомобиль был закуплен для вооружённых сил Киргизии.

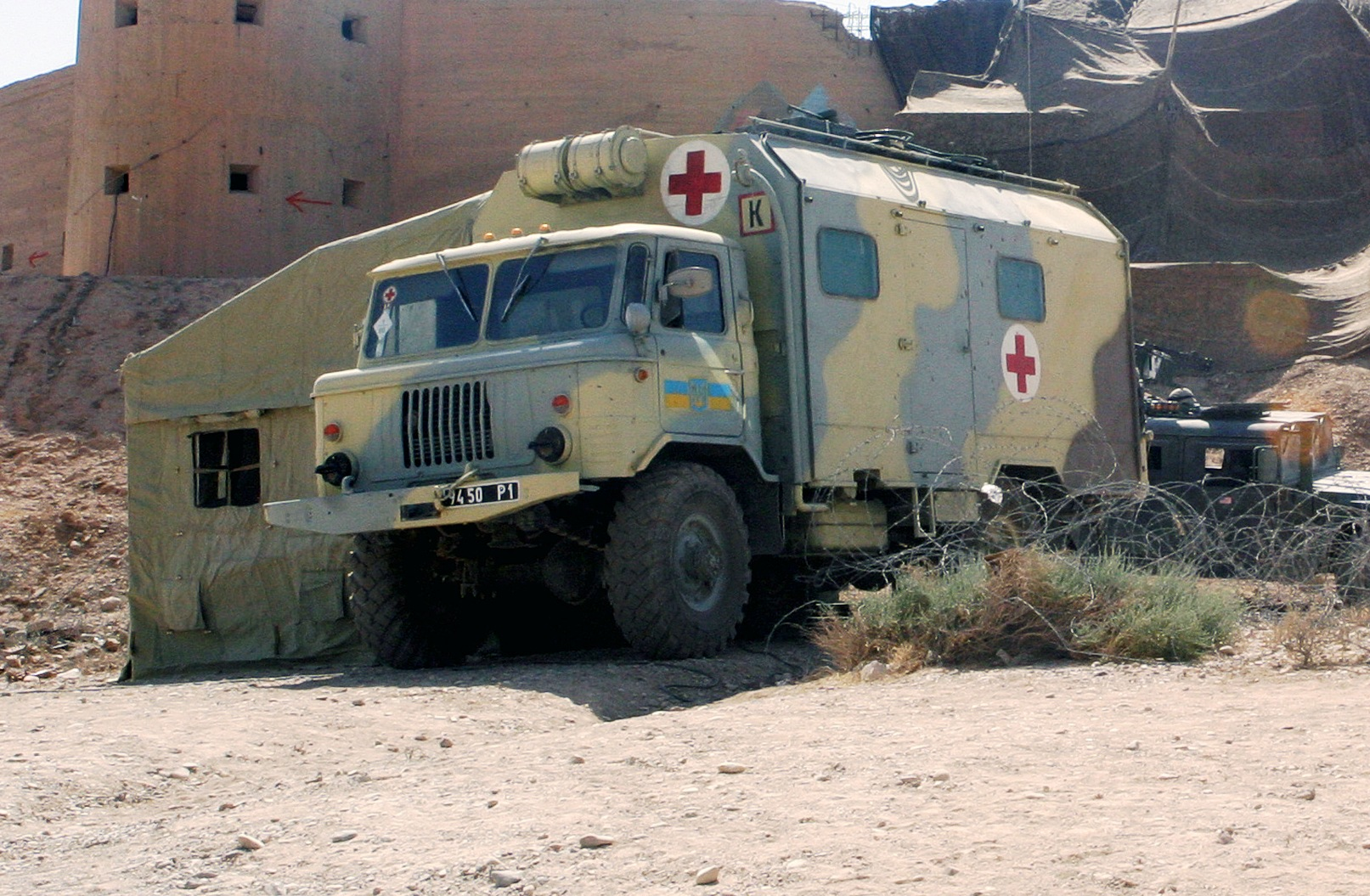
Автоперевязочная АП-2 советского производства на базе ГАЗ-66. ВС Украины. Развёрнута только правая часть

## Машины на базе
- АП-2 — автоперевязочная, основная функциональная единица медицинского пункта полка.
- АС-66 — санитарный автомобиль, предназначенный для эвакуации раненых.
- ДДА-66 — дезинфекционно-душевой автомобиль, используется в войсковых (иногда в гражданских) санитарно-эпидемиологических подразделениях.
- ДПП-40 — десантируемый понтонный парк, использовался в инженерных батальонах ВДВ для наведения переправ через водные преграды.
- ГЗСА-731, 983А, 947, 3713, 3714 — фургоны «Почта», «Хлеб» и «Медикаменты».
- МЗ-66 — маслозаправщик.
- Р-125, Р-142 — командно-штабные машины.
- 3902, 3903, 39021, 39031 — передвижные мастерские для оказания техпомощи сельхозтехнике.
- 2001, 2002, 3718, 3719, 3716, 3924, 39521 — передвижные клиники.
- ГАЗ-САЗ-3511 — самосвал сельскохозяйственного назначения на шасси ГАЗ-66-31 (сборка — Саранский завод автосамосвалов).
- ГАЗ-КАЗ-3511 — самосвал сельскохозяйственного назначения на шасси ГАЗ-66-31 (сборка — Фрунзенский автосборочный завод в Киргизской ССР).
- БМ-302, БМ-302Б — бурильно-крановая установка для шасси ГАЗ-66.
- БМП-1КШ — модернизированный вариант командно-штабной машины на базе ГАЗ-66, для белорусской армии (разработка машины началась в конце 2023 года на 619-й базе хранения средств связи, в марте 2024 предсерийный образец прошёл испытания и был принят на вооружение, 30 мая 2024 первые машины передали в войска связи).[7]
- ЭСБ-8ИМ — электростанция передвижная инженерная. Станция мощностью 8 кВт предназначена для обеспечения: инженерных работ, лесосечных и деревообделочных работ, заготовки и добычи строительных лесных и каменных материалов, резки и сварки металлических элементов и конструкций при ремонте техники, строительства и проведения инженерно-спасательных работ, возведения фортификационных сооружений. Оборудована специальным кузовом К1.66 и агрегатным одноосным прицепом 1-П-1,5.[8]

Автобусы
- НЗАС-3964, Волгарь-39461 — вахтовые автобусы (на шасси устанавливался комфортабельный кузов с креслами для пассажиров).
- АПП-66 — автобус повышенной проходимости, шины с регулировкой давления. Выпускался 172 Центральным автомобильным ремонтным заводом только для нужд Министерства обороны СССР. До 1987 года выпущено около 800 экземпляров.
- ПАЗ-3201, полноприводный вариант ПАЗ-672.
- ПАЗ-3206, полноприводный вариант ПАЗ-3205.
- на базе ГАЗ-66-04 с 1967 года и до середины 1970-х годов серийно выпускался специальный армейский автобус 38АС, полноприводной, приспособленный к перевозке и десантированию с самолета АН-12. Всего было выпущено 6000 экземпляров[9].

## Технические характеристики
| Радиус поворота                            | 9,5 м                                                                    |
| Глубина преодолеваемого брода (по дну)     | 0,8 м                                                                    |
| Колёса                                     | специальные с разъёмным ободом и бортовым кольцом 8,00-18; шины 12,00-18 |
| Давление в шинах                           | 0,5—3 кг/см2                                                             |
| Ёмкость АКБ                                | 75 А·ч                                                                   |
| Максимальный ток автомобильного генератора | 85 А                                                                     |